# Elvis Costello & the Attractions
Elvis Costello & the Attractions — британская музыкальная группа, аккомпанировавшая Элвису Костелло.
Группа была создана в июне 1977 года, когда Элвис Костелло (у которого ранее в том же году уже вышел дебютный альбом) собрал себе аккомпанирующую группу, которая получила название Attractions. Туда он взял трёх музыкантов: клавишника Стива Наива (наст. имя: Стив Нейсон), басиста Стива Томаса и ударника Пита Томаса (басист и ударник не родственники друг другу).
В 1986 году впервые со времени основания группы Костелло записал альбом — King of America — без группы Attractions. Вместо неё Элвису Костелло на нём аккомпанировали американские музыканты. (Точнее, альбом был выпущен от имени коллектива «The Costello Show featuring the Attractions and Confederates», где Confederates были другой его аккомпанирующей группой, американской.)
Позднее в этом же 1986 году (после ещё одного альбома, а также концертного тура, в котором он выступал с двумя аккомпанирующими группами — Attractions и Confederates) Элвис Костелло с группой  Attractions расстался. Также он ушёл и со своего американского лейбла Columbia Records и подписал контракт с Warner Bros.
Много лет спустя Костелло воссоединился с Attractions для записи альбома Brutal Youth (1994), а спустя какое-то время записал с ними ещё один альбом — All This Useless Beauty (1996).
В 2003 году Elvis Costello & the Attractions были приняты в Зал славы рок-н-ролла. Кроме того, песня «What’s So Funny ’Bout) Peace Love and Understanding» в исполнении Элвиса Костелло и группы Attractions входит в составленный Залом славы рок-н-ролла список 500 Songs That Shaped Rock and Roll.

## Состав
- Элвис Костелло (англ. Elvis Costello) — вокал, гитара
- Стив Наив[англ.][4] (англ. Steve Nieve, настоящее имя Стив Нейсон, Steve Nason; род. 21 февраля 1958) — клавишные
- Брюс Томас[англ.] (англ. Bruce Thomas; род. 14 августа 1948) — бас-гитара
- Пит Томас[англ.] (англ. Pete Thomas; род. 9 августа 1954) — ударные[1]

## Дискография
Всё издания под именем «Elvis Costello & the Attractions» смотрите в статье «Elvis Costello discography» в английском разделе.

### Без Элвиса Костелло (как The Attractions)
Альбомы
- Mad About The Wrong Boy (F-Beat Records, 1980)

Синглы
- «Single Girl» (F-Beat Records, 1980)
- «Arms Race» (F-Beat Records, 1980)